# Чагарниця сіролоба
Чагарни́ця сіролоба (Argya cinereifrons) — вид горобцеподібних птахів родини Leiothrichidae. Ендемік Шрі-Ланки.

## Опис
Довжина птаха становить 23 см. Верхня частина тіла і хвіст рудувато-коричневі, голова сірувата, нижня частина тіла бежева, горло світле. Дзьоб і лапи темні. У молодих птахів нижня частина тіла світліша і рудуватіша. 

## Поширення і екологія
Сіролобі чагарниці є ендеміками Шрі-Ланки. Вони живуть у густих рівнинних і гірських вологих тропічних лісах на південному заході острова. Віддають перевагу узліссям і галявинам. Зустрічаються на висоті до 1200 м над рівнем моря.

## Поведінка
Сіролобі чагарниці живуть в зграйках від 4 до 20 птахів. Іноді приєднуються до змішаних зграй птахів, до яких приєднуються цейлонські кратеропи. живляться комахами, їх личинками, дрібними хребетними і плодами. Розмножуються переважно з березня по серпень. В кладці 3-4 яйця.

## Збереження
МСОП класифікує цей вид як вразливий. За оцінками дослідників, популяція сіролобих чагарниць становить від 3500 до 15000 птахів. Їм загрожує знищення природного середовища.